# Ven a vivir conmigo (película)
Ven a vivir conmigo es una comedia romántica americana estrenada en 1941, dirigida y producida por Clarence Brown y protagonizada por James Stewart y Hedy Lamarr. Basado en una historia de Virginia Van Upp, la película trata sobre una hermosa refugiada vienés que busca la ciudadanía estadounidense mediante el matrimonio con un problemático escritor. 

## Argumento
Johnny Jones (Lamarr), una mujer nativa de Viena, Austria, la cuál huyó de su país tras su anexión a la Alemania Nazi, tiene una aventura con el casado Barton Kendrick (Ian Hunter), un editor. Una noche, un agente del Departamento de Inmigración la encuentra y le dice que será deportada porque su pasaporte provisional expiró tres meses atrás. Sin embargo, El detective le dice que si logra casarse en el plazo de una semana podrá continuar viviendo en el país.
Bill Smith (Stewart), un escritor en horas bajas, se encuentra con Jones en un restaurante durante una tormenta. Ella le explica que necesita casarse con un ciudadano americano antes de una semana, y, como él no tiene dinero, ella le ofrece pagarle y así los dos pueden salir ganando. Ella comienza a pagarle $17.80 a la semana a cambio de contraer matrimonio. Dos meses más tarde,Smith está escribiendo un libro sobre las extrañas circunstancias de su matrimonio y empieza a tener curiosidad sobre Jones, a la cual solo ve una vez a la semana, cuando ella le da su cheque.
Mientras tanto, Jones sigue teniendo una aventura con Kendrick, pero se niega a decirle como ha conseguido mantenerse dentro del país. Él le cuenta a Jones que quiere divorciarse de su mujer y casarse con ella en un plazo de dos meses. Ella le dice a Bill que quiere divorciarse lo antes posible de él, lo que este acepta de mala gana. Smith termina el libro y lo envía a la editorial de Kendrick, en donde la esposa de Kendrick (Verree Teasdale) le explica el libro y este entiende que Smith es el marido de Jones. Kendrick decide publicar el libro y le ofrece a Smith 500$ de adelanto. Después de ver la reacción de Kendrick, su esposa entiende que él está teniendo una aventura y que lo que narra el libro es cierto. La esposa entonces decide divorciarse de él, pero antes quiere asegurarse de que Jones está enamorada de su marido.
En tanto, Smith compra un coche nuevo y convence a  Jones para ir en un viaje con él antes de firmar los papeles de divorcio. Ella termina enamorándose de Bill durante sus vacaciones, después de conocer a su familia. Kendrick  decide ir a la casa de la abuela de Smith en mitad de la noche, y Jones se ve obligada a escoger con quien quiere compartir su vida, finalmente escogiendo a Bill.

## Reparto
- James Stewart como Bill Smith.
- Hedy Lamarr como Johnny Jones.
- Ian Hunter como Barton Kendrick.
- Verree Teasdale como Diana Kendrick.
- Donald Meek como Joe Darsie.
- Barton MacLane como Barney Grogan.
- Edward Ashley como Arnold Stafford.
- Ann Codee como Yvonne.
- King Baggot como Doorman.
- Adeline De Walt Reynolds como la abuela de Bill.
- Frank Orth como Jerry.
- Frank Faylen como Camarero.
- Horacio McMahon como Taxista.
- Greta Meyer como Frieda.
- Fritz Feld como Mac el Encargado (Sin acreditar).
- Tom Fadden como cuidador de la abuela de Charlie Gephart  (Sin acreditar).

## Producción

### Banda sonora
- "Die Schönbrunner" Op. 200 (Joseph Lanner)
- "Come Live With Me" (John Liptrot Hatton, Christopher Marlowe)
- "William Tell Overture" (Gioachino Rossini)
- "Oh Johnny, Oh Johnny Oh!" (Un. Olman, Ed Rose)
- " There is a Tavern in The Town" (F.J. Adams)
- "Long, Long Ago" (1883)" (Thomas Haynes Bayly)[3]